# Eider à lunettes

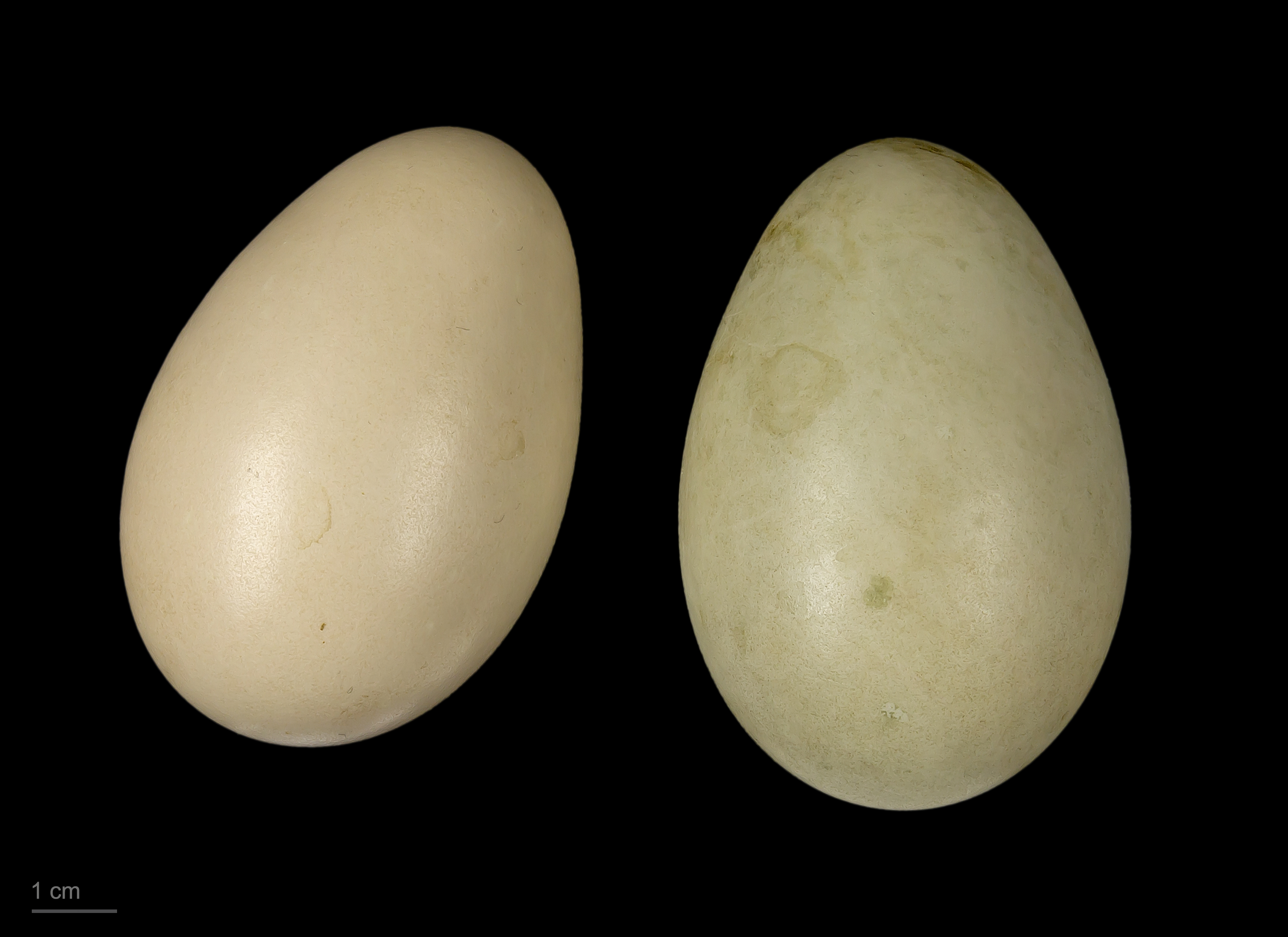
Somateria fischeri - MHNT

Somateria fischeri
Espèce
Statut de conservation UICN

 NT A2abcde+4abcde : Quasi menacé
L'Eider à lunettes (Somateria fischeri)  est une espèce de palmipède appartenant à la famille des Anatidae.

## Identification
Les eiders à lunettes sont de grands palmipèdes, même s'ils sont les plus petits des eiders. Ils mesurent entre 52 et 57 centimètres de long. Les mâles pèsent entre 1 500 et 1 850 grammes contre 1 400 à 1 850 grammes pour les femelles.
Les mâles sont reconnaissables à leurs corps noirs, leurs dos blancs et à leurs têtes jaune vert qui comportent deux grandes taches blanches autour des yeux. Les plumes de la nuque sont un peu plus longues que les autres, donnant l'impression qu'ils ont un cou épais. Le bec orange est recouvert jusqu'aux narines par une visière vert clair à bord blanc. Les pattes sont jaune clair et les palmes gris jaunâtre. L'iris est brun-rouge.
Les femelles sont essentiellement brunes, mais peuvent être différenciées des autres canards par leur grandeur et leur silhouette. On les différencie des autres eiders grâce aux "lunettes" fortement visibles et à la visière située recouvrant la racine du bec.

## Répartition
Cet oiseau niche sur les côtes de l'Alaska et dans le nord-est de la Sibérie. La population mondiale d'eiders à lunettes est estimée entre 330 000 et 390 000 individus.
La polynie de l'Île Saint-Laurent, au large de l'Alaska, abrite la quasi-totalité de la population mondiale d'eiders à lunettes six mois par an. L'hivernage se déroule en Mer de Béring.

## Reproduction
Les eiders à lunettes ne disposent que d'une très courte période pour leur reproduction, après la fonte des neiges. Les nids sont construits à l'intérieur des terres et se trouvent le plus souvent à proximité d'un petit plan d'eau, qu'un seul couple utilise généralement comme seule source de nourriture. Des plans d'eau plus grands sont souvent utilisés par plusieurs couples d'eiders à lunettes.
Cinq à neuf œufs sont pondus dans le nid qui est généralement érigé à même le sol de la toundra. Ils sont pondus dans un laps de temps de 24 heures. La femelle commence généralement à couver avant que la ponte ne soit terminée. Les œufs éclosent après 24 jours. Les jeunes sont capables de voler après environ 50 jours. Les mâles quittent en général le nid au moment de la ponte et migrent dans la mer de Béring.
Les nids sont parfois attaqués par des renards, des visons, des labbes ou des goélands. Lorsque cela arrive, la femelle peut effectuer une ponte de substitution.

## Régime alimentaire
L'Eider à lunettes se nourrit essentiellement de crustacés et de mollusques qu'il attrape en plongeant. Il se nourrit également d'insectes pendant la saison de la reproduction.

## Philatélie
L'eider à lunettes apparaît sur un timbre soviétique de 1972 et un timbre des États-Unis de 1992.